# Advanced Music Systems
Advanced Music Systems (AMS) — компания-производитель профессионального студийного аудиооборудования. После объединения с Neve Electronics компания стала частью AMS Neve.
Основана в 1976 году Марком Крэбтри и Стюартом Невисоном. Будучи по профессии инженерами аэрокосмической отрасли, они решили заняться проектированием профессионального студийного оборудования для работы со звуком. Первым продуктом, разработанным компанией, был DM-20 Tape Phase Simulator, активно использовавшийся группами ELO, 10cc и Полом Маккартни, который использовал его на альбоме своей группы Wings «London Town» в 1978 году.
В 1978 году AMS представила первую в мире управляемую микропроцессором 15-разрядную цифровую линию задержки AMS DMX 15-80. Одним из первых пользователей AMS DMX 15-80 стал продюсер из Манчестера Мартин Хэннетт, который впоследствии купил несколько устройств. Позже в DMX была добавлена возможность изменения высоты тона, а также задержку до 32 секунд. В 1981 году AMS выпустила цифровой ревербератор RMX-16. В дополнение к ряду типов реверберации, RMX-16 включал программу «Non Lin 2», которая цифровым способом эмулировала звук барабана в закрытой комнате, копируя эффект, использованный на записи Фила Коллинза «In the Air Tonight».
В 1984 году AMS выпустила Audiofile, одну из первых 16-битных систем записи на жесткий диск, предназначенную для постпроизводства. Audiofile широко применялся в телевизионном пост-производстве и был расценен профессионалами как огромный технологический прорыв. После десятилетий аналогового сведения с использованием 16-миллиметровой магнитной пленки, при котором решения были практически необратимыми, способность мгновенно отменять и вносить изменения предоставила инженерам новые возможности для экспериментов в своей работе. В 1988 году AMS выпустила «Logic 1», первую динамически настраиваемую, полностью автоматизированную цифровую микшерную консоль. В 1990 году была создана её расширенная версия «Logic 2».
Акции AMS были размещенs на Лондонской фондовой бирже в 1985 году. Siemens купила компанию в 1990 году и объединила с Neve Electronics в 1992 году. Крэбтри выкупил объединённую фирму в 1995 году, став единственным владельцем AMS Neve. Объединённая компания продолжила заниматься выпуском профессионального записывающего оборудования.
В марте 2000 года Крэбтри получил премию «Оскар» за проектирование и разработку цифровой консоли AMS Neve Logic для микширования звука кинофильмов. Впоследствии Крэбтри был награждён ещё одним «Оскаром» в 2004 году за «значительный вклад в развитие цифрового аудио-редактирования для постпроизводства кинофильмов».
Невисон был награждён Ассоциацией профессиональных служб звукозаписи (APRS) в 2015 году.